# Rue Tronsson-Lecomte
La rue Tronsson-Lecomte  est une voie de la commune de Reims, située au sein du département de la Marne, en région Grand Est.

## Situation et accès
La rue de Vesle appartient administrativement au quartier Centre Ville et se trouve près de la Chapelle Foujita.

## Origine du nom
Elle porte le nom de Jacques Quentin Tronsson-Lecomte, maire de Reims.

## Historique
Elle prend sa dénomination actuelle en 1894.